# 台塑仁武廠汙染事件
台塑仁武廠汙染事件是台灣塑膠工業公司在台灣高雄縣仁武鄉廠區的汙染物超量事件。行政院環境保護署在2009年的檢驗中，驗出廠區的地下水及土壤含有超出國家標準含量的1,2-二氯乙烷、氯乙烯、苯及氯仿等物質。 該工廠在2006年時已發現1,2-二氯乙烷從廢水集液池與水溝外洩至周遭的土壤，並且將汙染源封閉，但直到2009年才在高雄縣政府的要求下提出相關的整治計畫。

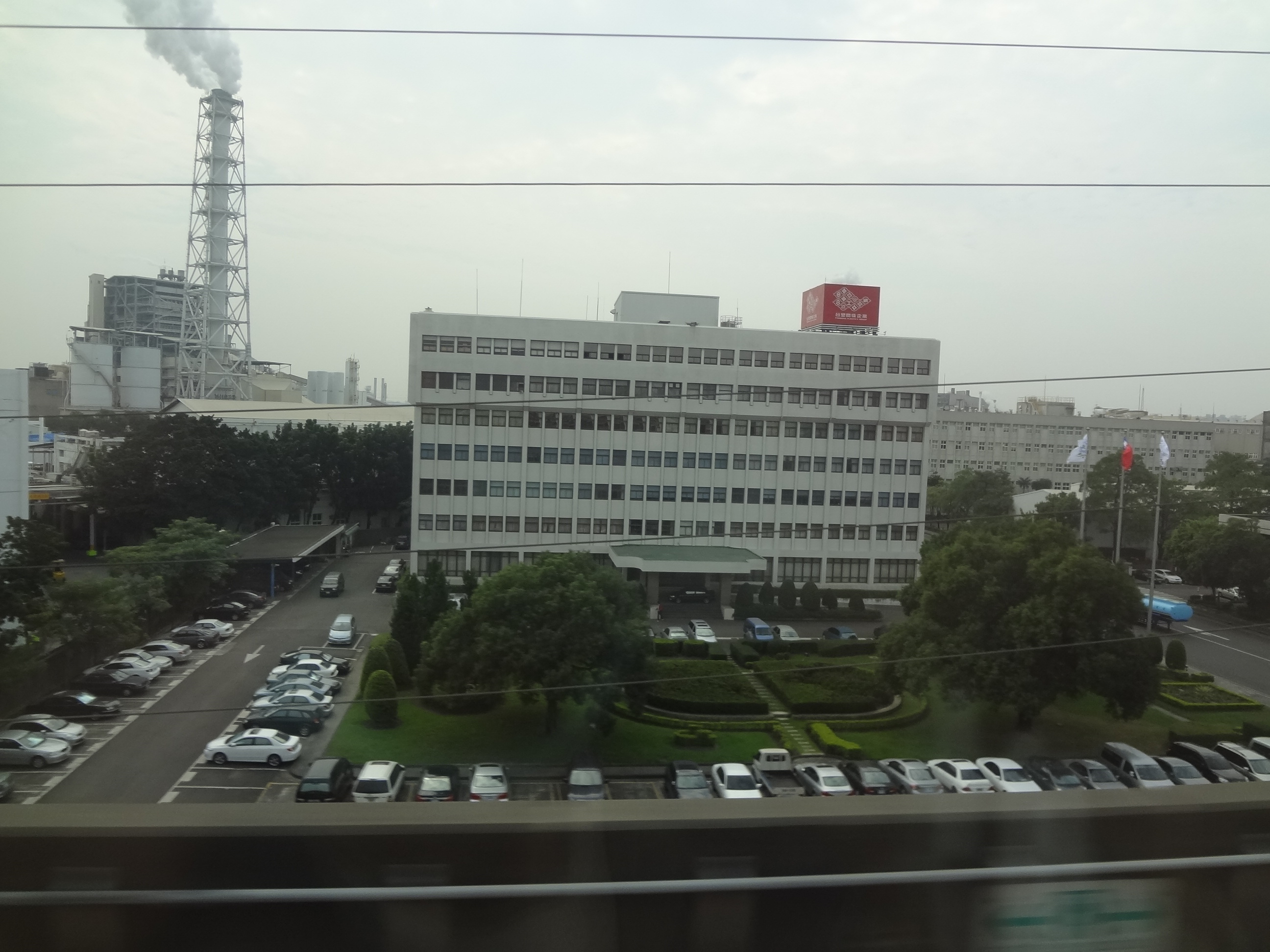
台塑仁武廠

事件揭露後，仁武鄉的居民與民意代表發起了抗議活動，並要求台塑仁武廠遷出當地。台塑董事長李志村也為此到了當地，台塑的相關人員在說明會中表示，長庚醫院高雄院區將提供免費醫療諮詢給仁武廠附近居民。 高雄縣政府環境保護局則預計會將此事件移送高雄地檢署偵辦。
除了已確定來源的污染外，附近的後勁溪也在過去的研究中顯示已遭受超標的化學物汙染。
2011年2月，經過台塑委託調查，顯示仁武廠的氯乙烯廠及氟氯烴廠兩區與周邊土壤、地下水受氯乙烯、1,2-二氯乙烯、1,2-二氯乙烷和氯仿等物質汙染；廠區外仁武區五和里1處監測井、中華里的地下水與後勁溪水也檢測出汙染。 此外，在聚氯乙烯廠也有零星汙染。之後經過專家討論確定調查結果，並進入整治階段。